# Meriola fasciata
Meriola fasciata is een spinnensoort uit de familie van de Trachelidae.
De wetenschappelijke naam van de soort werd in 1941 als Trachelopachys fasciatus gepubliceerd door Cândido Firmino de Mello-Leitão.